# ملا دوست‌محمد
ملا دوست‌محمد سارانی، روستایی از توابع بخش مرکزی شهرستان هیرمند در استان سیستان و بلوچستان ایران است. اعضای شورای این روستا به ترتیب : 1_نبی سرگلزایی 2_ محمدرضا سارانی 3_غلام سخی سارانی می باشد

## جمعیت
این روستا در دهستان دوست‌محمد قرار دارد و براساس سرشماری مرکز آمار ایران در سال ۱۳۸۵، جمعیت آن ۱۳۳ نفر (۳۵خانوار) بوده‌است.